# Флаг Партизанского района (Красноярский край)
Флаг муниципального образования «Партиза́нский райо́н» Красноярского края Российской Федерации — опознавательно-правовой знак, служащий официальным символом муниципального образования.
Флаг утверждён 14 февраля 2008 года и внесён в Государственный геральдический регистр Российской Федерации с присвоением регистрационного номера 4299.

## Описание флага
«Прямоугольное полотнище с отношением ширины к длине 2:3, рассечено белым волнистым косым крестом: вверху и внизу — красный цвет, по сторонам — синий цвет, поверх креста — жёлтое перо, остриём к древку».

## Обоснование символики
Красный цвет — символ красоты, величия, символизирует отношение района к партизанскому движению в начале XX века.
Синий цвет — богатство района водными, лесными ресурсами и активными благородными жителями.
Белый цвет (серебро) — символизирует реки Мана и Мина, а также железнодорожную магистраль «Абакан—Тайшет».
Жёлтое перо — историческое название Перовской волости Енисейской губернии и природное богатство района.
Геометрическая форма креста ассоциируется с картографической формой района.